# Hypnoidus advena
Hypnoidus advena là một loài bọ cánh cứng trong họ Elateridae. Loài này được Gistel miêu tả khoa học năm 1857.